# 京黄高速动车组列车
京黄高速动车组列车是中国铁路运行于首都北京市北京南站至安徽省黄山市黄山北站间的高速动车组列车，现每天开行1.5对列车，列车客运乘务由上海局集团担任。

## 历史
2012年10月16日，配合合蚌客运专线开通，新增北京南～合肥G265/270次、G268次、G272次列车。
2015年7月1日，配合合福客运专线通车，G265/270次列车延长至黄山北站始发终到，新增北京南～黄山北G351/352次列车。
2019年7月10日，G268、G272次列车延长黄山北站始发。
2020年7月1日，G272次列车调整至宣城站始发终到。
2021年6月25日，京沪高铁运行图重排，经过重新编排后安排北京南~黄山北G2553/2566、G2561/2556、G2562次计2.5对高速动车组列车。
2024年1月10日，配合杭昌高铁开通，G2553/2566次列车延长至景德镇北站始发终到。

## 使用列车
G2561/2556次列车使用配属上海局集团上海虹桥动车运用所的CR400BF-S；G2562次列车使用配属上海局集团合肥南动车运用所的CRH380B。